# Ricardo Rosset
Ricardo Rosset (27. července 1968, Sao Paulo) je brazilský automobilový závodník a bývalý pilot Formule 1.

## Kariéra před Formulí 1
Závodit na motokárách začal velmi pozdě, v jednadvaceti letech. V roce 1991 přestoupil do brazilské Formule Ford. Sezonu zakončil jako pátý se třemi triumfy. Pro sezonu 1992 se přemístil do Evropy, kde startoval ve Formuli Opel. V letech 1993 a 1994 pilotoval monopost Formule 3 v Anglii. Pro rok 1995 povýšil do Formule 3000, kde si ve výborném týmu Super Nova Racing dvěma výhrami zajistil druhé místo v poháru jezdců.

## Formule 1
Debutoval v Grand Prix Austrálie 1996 v týmu Footwork po boku Jose Verstappena. Ani v jednom závodě nebodoval, jeho nejlepším výsledkem bylo 8. místo v Grand Prix Maďarska 1996.
V roce 1997 startoval za tým MasterCard Lola pouze v první velké ceně, do které se navíc nekvalifikoval. Tým záhy skončil kvůli nedostatku financí od sponzorů.
Pro sezonu 1998 sehnal místo ve stáji Tyrrell, pětkrát se nekvalifikoval do závodu, ani jednou nebodoval a jeho nejlepším umístěním byla 8. příčka v Grand Prix Kanady 1998.
Po odchodu z této stáje již Rosset nenašel další angažmá a ukončil svou závodní kariéru.

## Kompletní výsledky ve Formuli 1
| Legenda k tabulce | Legenda k tabulce                                                                       |
| Barva             | Výsledek                                                                                |
| ----------------- | --------------------------------------------------------------------------------------- |
| Zlatá             | Vítěz                                                                                   |
| Stříbrná          | 2. místo                                                                                |
| Bronzová          | 3. místo                                                                                |
| Zelená            | Bodované umístění                                                                       |
| Modrá             | Nebodované umístění                                                                     |
| Modrá             | Dokončil neklasifikován (NC)                                                            |
| Fialová           | Odstoupil (Ret)                                                                         |
| Červená           | Nekvalifikoval se (DNQ)                                                                 |
| Červená           | Nepředkvalifikoval se (DNPQ)                                                            |
| Černá             | Diskvalifikován (DSQ)                                                                   |
| Bílá              | Nestartoval (DNS)                                                                       |
| Bílá              | Závod zrušen (C)                                                                        |
| Světle modrá      | Pouze trénoval (PO)                                                                     |
| Světle modrá      | Páteční testovací jezdec (TD)                                                           |
| Bez barvy         | Netrénoval (DNP)                                                                        |
| Bez barvy         | Vyřazen (EX)                                                                            |
| Bez barvy         | Nepřijel (DNA)                                                                          |
| Bez barvy         | Odvolal účast (WD)                                                                      |
| Bez barvy         | Nezúčastnil se (prázdné)                                                                |
| Označení          | Význam                                                                                  |
| Tučnost           | Pole position                                                                           |
| Kurzíva           | Nejrychlejší kolo                                                                       |
| †                 | Jezdec nedojel do cíle, ale byl klasifikován, protože odjel více než 90 % délky závodu. |
| ‡                 | Byl udělován poloviční počet bodů, protože bylo odjeto méně než 75 % délky závodu.      |
| Horní index       | Umístění bodujících jezdců ve sprintu                                                   |

| Rok  | Tým                     | Šasi          | Motor    | 1       | 2       | 3       | 4       | 5       | 6       | 7       | 8       | 9       | 10      | 11      | 12      | 13      | 14      | 15      | 16      | 17  | Umístění | Body |
| ---- | ----------------------- | ------------- | -------- | ------- | ------- | ------- | ------- | ------- | ------- | ------- | ------- | ------- | ------- | ------- | ------- | ------- | ------- | ------- | ------- | --- | -------- | ---- |
| 1996 | Footwork Hart           | Footwork FA17 | Hart V8  | AUS 9   | BRA Ret | ARG Ret | EUR 11  | SMR Ret | MON Ret | ESP Ret | CAN Ret | FRA 11  | GBR Ret | GER 11  | HUN 8   | BEL 9   | ITA Ret | POR 14  | JPN 13  |     | -        | 0    |
| 1997 | Mastercard Lola F1 Team | Lola T97/30   | Ford V8  | AUS DNQ | BRA     | ARG     | SMR     | MON     | ESP     | CAN     | FRA     | GBR     | GER     | HUN     | BEL     | ITA     | AUT     | LUX     | JPN     | EUR | -        | 0    |
| 1998 | Tyrrell                 | Tyrrell 026   | Ford V10 | AUS Ret | BRA Ret | ARG 14  | SMR Ret | ESP DNQ | MON DNQ | CAN 8   | FRA Ret | GBR Ret | AUT 12  | GER DNQ | HUN DNQ | BEL DNS | ITA 12  | LUX Ret | JPN DNQ |     | -        | 0    |